# 阿里山溲疏
阿里山溲疏（学名：Deutzia gracilis ssp. arisanensis）为虎耳草科溲疏属下的一个亚种。其种加词来源于拉丁文“gracilis”，意为“纤细的”。其变种加词arisanensis意为“阿里山的”。